# Салдацький патрет (оповідання)
«Салдацький патрет» — оповідання Григорія Квітки-Основ'яненка, написане у 1833 році. Надруковане вперше в альманасі «Утренняя звезда» у Харкові 1833 року.
«Салдацький патрет» є першим україномовним оповіданням Г. Квітки-Основ'яненка, яке стало своєрідною передмовою до «Малороссийских повестей», що становили початок розвитку нової української прози.
Оповідання вважається своєрідним художнім маніфестом автора. Написане у бурлескному жанрі з метою просвітництва, де фольклорні джерела втілилися у просвітницьких ідеях. Сміх у цьому оповіданні має подвійний зміст: з одного боку — бурлеск як універсальне явище, а з другого — модні віяння того часу — сміх над неосвіченістю та недосконалістю. У формі оповідання-притчі автор хотів провчити критиків, які, не розуміючи української мови, беруть на себе сміливість сміятися над усім, написаним цією мовою. «Латинська побрехенька, по-нашому розказана», — так написано у заголовку тому, що один з латинських анекдотів (про художника Апеллеса) був використаний автором при написанні цього оповідання. До сьогодні твір зберігає живий інтерес, як талановите і реалістичне зображення ярмарку, як художнє свідчення побуту України на початку XIX ст.

## Сюжет
Сюжет оповідання дуже простий, збудований нечітко, наголос зроблений на окремих епізодах, об'єднаних картиною ярмарку.
Події твору розгортаються на ярмарку у селі Липці (нині центрі Липецької сільської територіальної громади Харківського району Харківської області), де «скусний» маляр Кузьма Трохимович виставив власноруч мальований «патрет» солдата-москаля. Він так був схожий на справжнього, що перекупки підносили йому бублики, з ним загравали дівчата, а розгадав несправжність солдата швець, який побачив недоліки насамперед у погано змальованих солдатських чоботях. Таку «критику» маляр Кузьма Трохимович не лише стерпів, а й тут же взявся підправити чоботи. А от коли швець почав шукати вади ще і в солдатському «мундирі» (не так рукави пришиті), то тут вже маляр не стерпів і відрізав: «Швець, знай своє шевство, а у кравецтво не мішайся!».
Портрет у творі виконує подвійну функцію. З одного боку, він — витвір народного мистецтва і сприймається як реальність, з іншого — це штучність, копія дійсності. Крім того, він створює безліч комічних ситуацій: чим довше перебуває на ярмарку, тим більше народу долучається до розваги, при цьому портрет є високим зразком народного малярства. Мальований солдат сприймається як справжній, але постає як декорація. Народ спочатку сприймає його як живу реальність і до нього йдуть з подарунками, пропозиціями.
Поведінку персонажів об'єднує одне — неготовність сприйняти побачене як витвір мистецтва. Цим Квітка-Основ'яненко підкреслив думку, що не кожен спроможний правильно оцінити й сприйняти зразки мистецтва на належному рівні.

## Композиція
Складна, майстерно створена ідейно-художня система, оригінальна за жанровою структурою. За композицією оповідання схоже з вертепною драмою: має 11 самостійних епізодів чи портретів, об'єднаних спільним образом Кузьми Трохимовича. При цьому письменник орієнтується на народну казку про різнотипні пригоди героя й на літературні твори з ланцюговою композицією.
Оповідь хоча й близька до усно-анекдотичної, але вона докладна, розважлива, спокійна за темпом. Оповідач постає мудрою, досвідченою, добродушною людиною з народу. Дуже помітне використання розмовного стилю на початку оповідання. Багато коротких, обірваних речень, питальних і окличних.
Ефект живої розмови зі слухачем досягається неодноразовими звертаннями до нього. Твір насичений простонародними словами, діалектизмами, зворотами. Враховуючи бурлескність твору, вживається багато емоційно-забарвлених фразеологізмів. Використаний гротеск — образ самого Кузьми Трохимовича.
Відчутний вплив традицій Івана Котляревського.

## Етнографічність у творі
Етнографічно точно передані автором матеріал, колір, форма одягу персонажів, різного краму. Але ці докладні описи Квітки зовсім не обтяжують твір і не втомлюють читача, бо автор зумів майстерно передати все багатоголосся людського натовпу, шум, гамір, суєту, рух, експресію. Це все відтворюється шляхом зображення бажань, прагнень частини персонажів, поданих найбільш детально в ярмарковій метушні: циган і циганка намагаються когось обдурити, перекупка — продати з вигодою, парубки й дівчата — пожартувати і позалицятися; Матвій Шпонь продав сіль і на всі гроші гуляє, п'є, бешкетує на радощах, а інші селяни прагнуть вторгувати на «подушне», кожен купець наперебій вихваляє свій крам.
Талановито змальована картина ярмарку в Україні початку XIX ст., сповнена зорових, слухових образів, багатства життєвих фарб, галасу, руху.

## Переклад
«Салдацький патрет» був першим твором Г. Квітки-Основ'яненка, перекладеним російською мовою. Переклав і надрукував його у журналі «Современник», 1837, т. 4, с. 108—138 під псевдонімом Козак Луганський, В. І. Даль. Твори Квітки подавалися як зразок яскравого відтворення національного колориту.
В. Бєлінському це оповідання дуже сподобалося ще при першому знайомстві з оригіналом, написаним українською; прочитавши його вдруге вже у російському перекладі, відомий своєю вимогливістю критик написав: «Зрештою, ця повість — рішуче найкращий твір п. Основ'яненка, і ми знов прочитали його з давньою приємністю.»